# 伴我縱橫
《伴我縱橫》是一部1992年的香港電影，由萬能影業有限公司出品，劉偉強導演、李修贤監製，李修賢、郭富城及張敏領銜主演。

## 劇情
一對李氏兄弟 李嘉賢（李修贤飾）是有前科的黑社會成員，坐牢多年後到臺灣做走私钻石生意，賺到錢後回香港看望母親（焦姣飾）和弟弟嘉華（郭富城飾）， 並買了房子，準備一家人安穩地生活。
不過虔誠的母親擔憂嘉賢的江湖背景而對他冷嘲熱諷，嘉賢為平息母親憤怒，將積蓄投資開舞廳，立志重新做人。並聯絡友人小紅（張敏飾），及兩個手下超人（成奎安飾）和阿坤（駱應鈞飾），收購一家舞廳來經營。
弟弟李嘉華熱愛音乐，且具有明星特質，準備參加歌唱比賽。嘉賢為了讓弟弟的前途順利，在嘉華報名比賽時出面威脅評審，結果卻害嘉華落選。超人激動之下痛打評審，嘉賢替其頂罪而被控蓄意傷人。評審向警方報案，使嘉賢的舞廳被警方搜查。警方進行搜查時，發現在舞廳中販毒的阿坤所遺留的毒品，於是嘉賢再被控藏毒罪，判入獄三年。年邁的母親承受不了如此打擊，因病情加重而逝世。嘉華對哥哥的行為深感不滿，兄弟倆分道揚鑣，嘉賢再次開始牢獄生涯。
後來嘉華被製作人相中，簽約唱片公司，且迅速爆紅，事業如日中天。嘉賢也服刑完出獄，為了不破壞弟弟的形象，他並沒有和弟弟見面。此時，跑路到臺灣的阿坤欠當地黑幫老大克哥（柯受良飾）高利貸，走投無路的他決定趁嘉華到臺灣開演唱會時綁架他以勒索贖金。他動手時恰好嘉賢也來臺灣欣賞演唱會，為保護弟弟，嘉賢與一幫打手展開搏鬥。最後嘉賢被克哥拿刀捅，奄奄一息時終於得到弟弟的諒解，兄弟倆言歸於好，嘉賢含笑離開人世。

## 演員
| 演員   | 角色     | 粵語配音 | 備註                               |
| 李修賢 | 李嘉賢   | 朱子聰   |                                    |
| 郭富城 | 李嘉華   | 郭富城   | 李嘉賢弟                           |
| 張敏   | 小紅     | 何錦華   | 李嘉賢女友                         |
| 午馬   | 九叔     |          |                                    |
| 成奎安 | 超人     | 陳永信   | 李嘉賢手下                         |
| 柯受良 | 克哥     |          | 毒販                               |
| 焦姣   | 李陳嘉琳 | 焦姣     | 李嘉賢、李嘉華母                   |
| 駱應鈞 | 陳坤     | 駱應鈞   | 大反派，李嘉賢手下，後毒品案出賣他 |
| 劉玉玲 | Donna    |          | 李嘉華女友                         |
| 黎彼得 | 黎彼得   | 黎彼得   | 十九區歌唱比賽評審委員，作詞家     |
| 葉漢良 | 葉漢良   |          | 十九區歌唱比賽首席評審，作詞家     |
| 黃柏文 | 黃警官   | 馮志輝   |                                    |
| 夏占士 |          | 賈鳳悟   | 克哥手下                           |
| 陳志輝 |          |          | 與李嘉賢衝突酒客                   |
| 王俊棠 |          |          | 酒客                               |
| 余慕蓮 | 梅姑     |          | 房東                               |
| 雷宇揚 |          | 馮志輝   | 十九區歌唱比賽主持人               |
| 伍國健 | 老梁     | 林國雄   | 警察                               |
| 張浚鴻 |          |          | 克哥手下                           |
| 林國傑 |          |          |                                    |
| 朱繼生 |          |          | 與李嘉賢衝突酒客                   |
| 孫鏡鴻 | 高神父   |          |                                    |
| 陳斐烈 | 陳斐烈   |          | 十九區歌唱比賽評審委員，作曲家     |
| 羅樹琪 |          |          | 法官                               |
| 紀家發 |          | 陳永信   | 國際掃毒組                         |
| 莊域飛 |          |          | 主控官                             |
| 熊欣欣 |          |          | 克哥手下                           |
| 江富強 |          |          | 克哥手下                           |
| 林敬剛 |          |          | 李嘉華同學                         |
| 錢文錡 |          |          | 法院查封人員                       |
| 蔡國強 |          |          |                                    |
| 余銘衍 |          |          | 國際掃毒組                         |
| 譚幹聰 |          |          | 酒客                               |
| 陳達廣 |          |          |                                    |
| 藍靖   |          |          | 酒客                               |

## 外部連結
- 開眼電影網上《伴我縱橫》的資料（繁體中文）
- 时光网上《伴我縱橫》的資料（简体中文）